# オウムガイ
オウムガイ（鸚鵡螺、英: Nautilus）は、オウムガイ目 - オウムガイ科に属する軟体動物。生きている化石のひとつでもある。アンモナイトの生き残りや子孫と誤解されることが多いが、共通の祖先を持つ別種である。

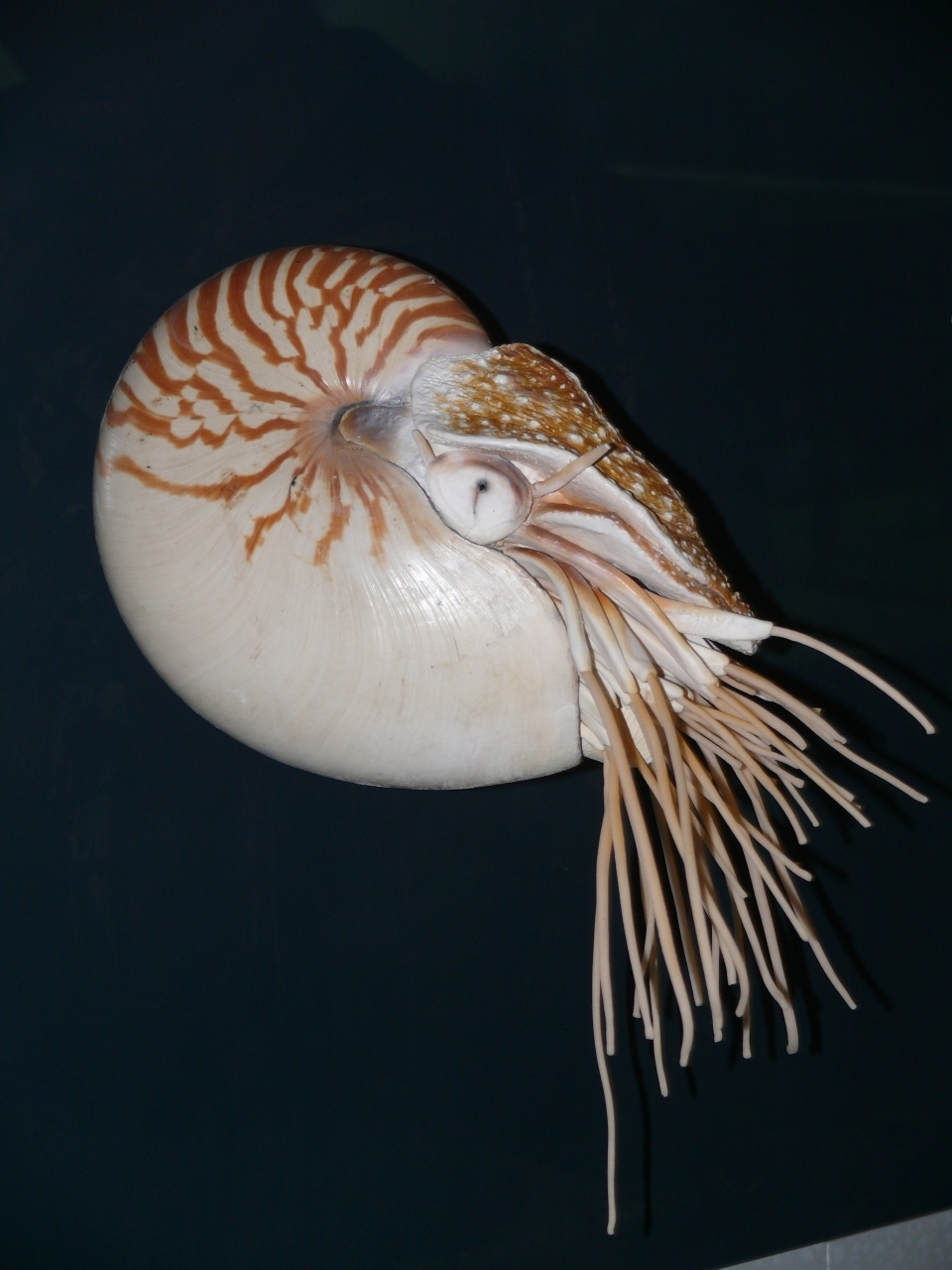
触手を伸ばしたオオベソオウムガイ

## 概要
殻に入った頭足類で、南太平洋〜オーストラリア近海に生息し、水深およそ100m - 600mに棲む。深海を好むというイメージもあるが、水深が800mを超えた所では殻が水圧に耐えきれず壊れてしまう。その祖先（チョッカクガイに近い）は4億5000万年前 - 5億年前に誕生し、それからの原始的性質を色濃く残した生物とされる。

餌を捕食するために90本ほどの触手を使い、触手にあるたくさんの皺でものに付着する。触手のうち、上面にある二つの触手の基部が分厚くなって融合し、帽子のような形状を作り殻の口に蓋をする働きを持つ。何かに付着する以外には、触手を運動に使わない。
眼は短い柄の先に付いて、外側が平らになった独特の形を持つものであるが、これはピンホールカメラ方式である。すなわち、タコやイカのカメラ眼とは異なり、レンズの構造がないため、視力はよくない。水中に落ちた化学物質には素早い動きを見せる。
イカやタコと同じく漏斗（ろうと）と呼ばれる器官から噴き出す水を推進力にして、体を軽く揺すりながらゆっくりと運動する。主な餌は死んだ魚介類や脱皮した殻などである。俊敏に移動できないので、イカやタコのように生きた魚介類を捕まえて食べることができない。イカやタコとは異なり、墨汁の袋は持っていない。
また、タコやイカが一年、もしくは数年で死んでしまうほど寿命が短いのに対し、オウムガイの寿命は長く、十数年～二十年近くも生きるといわれるが、それは殻の生成に時間がかかることによって起こる成長の遅さと関係しており、それは殻を完全に退化させ、成長速度を速めたタコやイカと対照的である。

### 殻
オウムガイの殻は、巻き貝のそれによく似て見えるが、内部の構造は大きく異なる。巻き貝の殻は、奥までが一続きでほとんど奥まで肉が入っているのに対し、オウムガイの殻の内部には規則正しく仕切りが作られ、細かく部屋に分けられている。もっとも出口に近い部屋が広く、ここに体が収まり、それより奥は空洞である。
この空洞の部分にはガスと液体が入っており、浮力をそこから得ている。このガスと液体の容積の比率を調節することによって自分自身の全体としての比重を変化させて浮力の調整をしている。ガスと液体の容積の調整は弁のような機構的な構造によるものではなく液体の塩分濃度を変化させることによる浸透圧の変化によって水分を隔壁内外へ移動させる事で行う。そのために海水中での深度調整の速度は他の海洋生物に比べると遅い。
死んで肉が無くなると殻が持つ浮力のために浮かびやすく、海流に乗って長距離を流される事もあり、日本沿岸にもよくその殻が漂着する。

## 分類
頭足類であるから、タコやイカに近いことになるのだが、イカとタコには多くの類似点が認められるのに対してオウムガイは異なるところが多い。そのため独立した亜綱に分類されている。
殻の形態や構造は中生代のアンモナイトにも似ているが、むしろそれより古く、古生代のチョッカクガイなどと共通の祖先を持つ（アンモナイトはイカやタコに近縁とされる）。チョッカクガイの化石は示準化石に指定されているが、現生のオウムガイと違い、殻は槍の先のように真っ直ぐに伸びていた。因みに、オウムガイがチョッカクガイの直系の子孫にあたるという説もあったが、現在では否定されている。
現在オウムガイの仲間として確認されている種はオウムガイ、パラオオウムガイ、ヒロベソオウムガイ、コベソオウムガイ、オオベソオウムガイ等である。基本的に、名前の呼び方はオウムガイだが、たまに、「オオムガイ」と呼ぶこともある。
- オウムガイ 学名:Nautilus pompilius 英名:Chambered nautilus
  - VULNERABLE (IUCN Red List Ver. 3.1 (2001))
- パラオオウムガイ 学名:Nautilus belauensis 英名:Palau nautilus
- オオベソオウムガイ 学名:Nautilus macromphalus 英名:bellybutton nautilus
- ヒロベソオウムガイ 学名:Nautilus scrobiculatus 英名:crusty nautilus
- コベソオウムガイ 学名:Nautilus stenomphalus 英名:white-patch nautilus

## 名前に関して
日本語のオウムガイは、殻を正位置に立てた場合、黒い部分（生息時は、ここに「ずきん」が被っている）がオウムの嘴に似ている為にこの名がついたものである。英名はノーチラス（Nautilus）で、ギリシャ語で水夫、船舶を意味する。
ガスの詰まった殻内部の容積を調節して浮き沈みする仕組みは潜水艇と同様である。そのため、ジュール・ヴェルヌは『海底二万里』に登場する潜水艦ノーチラス号にこの名を使い、また、アメリカの原子力潜水艦など、現実の多くの潜水艦にもこの名が使われた（詳細はノーティラスも参照）。
イギリスの音響機器メーカーであるB&W社は、高級オーディオ用スピーカの背面からの音の反射を抑えるためにウーファー部をオウムガイの殻の形に似た独特な形状にし、Nautilusという商品名で販売した。

## 人間との関わり
- フィリピンのセブ島周辺では食用にする。竹でできたカゴを使い、ニワトリをエサにして捕獲する。現地では高級食材であり、イカと貝の中間のような味だという。貝殻も土産や民芸品に利用される[2]。
- 古代中国ではオウムガイの殻を酒杯に用いており、鸚鵡杯と呼ばれていた。唐・李白『襄陽歌』では、「鵜茲の杓 鸚鵡の杯、百年三万籙千日、一日須らく三百杯を傾くべし」とうたわれている。実物は六朝時代の王興之（中国語版）墓などから出土しており、新羅王陵の皇南大塚でも出土していたことが指摘されている[3]。